# Antigua Trades and Labour Union
L'Antigua Trades and Labour Union (AT&LU) ((en) : Union du travail et du commerce d'Antigua) est une confédération syndicale ouvrière d'Antigua-et-Barbuda fondée le 16 janvier 1939 et liée au Parti travailliste d'Antigua.

## Historique
L'Antigua Trades and Labour Union (AT&LU) fut fondée en 1939 par un bijoutier, Reginald St.Clair Stevens, député au Conseil législatif d'Antigua depuis 1937. En 1943, l'AT&LU  crée un Comité parlementaire à l'origine du Parti travailliste d'Antigua. St.Clair Stevens démissionne de la tête de l'AT&LU en 1944 face à une contestation de son leadership. Vere Bird lui succède alors et dirigea l'union jusqu'en 1969 tout en exerçant d'importantes responsabilités politiques. Sa présidence est marquée par le départ en 1967 des militants qui fondent l'Union des travailleurs d'Antigua-et-Barbuda.

## Référence
- Site officiel de l'ATLU